# Грегор, Гэри
Гэри Грегор (англ. Gary W. Gregor; родился 13 августа 1945 года, Чарльз-Таун, Западная Виргиния) — американский профессиональный баскетболист.

## Карьера игрока
Играл на позиции лёгкого форварда и тяжёлого форварда. Учился в Университете Южной Каролины, в 1968 году был выбран на драфте НБА под 8-м номером командой «Финикс Санз». Позже выступал за команды «Атланта Хокс», «Портленд Трэйл Блэйзерс», «Милуоки Бакс» и «Нью-Йорк Нетс» (АБА). Всего в НБА провёл 5 неполных сезонов. Включался в 1-ю сборную новичков НБА (1969). Всего за карьеру в НБА сыграл 296 игр, в которых набрал 2905 очков (в среднем 9,8 за игру), сделал 2065 подборов и 436 передач.
Последние два неполных сезона своей профессиональной карьеры Грегор провёл в АБА, выступая за команду «Нью-Йорк Нетс», за которую сыграл 65 игр, в которых набрал 322 очка (в среднем 5,0 за игру), сделал 221 подбор, 46 передач, 4 перехвата и 1 блок-шот.

## Статистика

### Статистика в НБА
| Сезон                                                                                    | Команда  | Регулярный сезон | Регулярный сезон | Регулярный сезон | Регулярный сезон | Регулярный сезон | Регулярный сезон | Регулярный сезон | Регулярный сезон | Регулярный сезон | Регулярный сезон | Регулярный сезон | Серия плей-офф | Серия плей-офф | Серия плей-офф | Серия плей-офф | Серия плей-офф | Серия плей-офф | Серия плей-офф | Серия плей-офф | Серия плей-офф | Серия плей-офф | Серия плей-офф |
| Сезон                                                                                    | Команда  | GP               | GS               | MPG              | FG%              | 3P%              | FT%              | RPG              | APG              | SPG              | BPG              | PPG              | GP             | GS             | MPG            | FG%            | 3P%            | FT%            | RPG            | APG            | SPG            | BPG            | PPG            |
| ---------------------------------------------------------------------------------------- | -------- | ---------------- | ---------------- | ---------------- | ---------------- | ---------------- | ---------------- | ---------------- | ---------------- | ---------------- | ---------------- | ---------------- | -------------- | -------------- | -------------- | -------------- | -------------- | -------------- | -------------- | -------------- | -------------- | -------------- | -------------- |
| 1968/69                                                                                  | Финикс   | 80               | -                | 27,3             | 41,5             | -                | 64,9             | 8,9              | 1,2              | -                | -                | 11,1             | Не участвовал  | Не участвовал  | Не участвовал  | Не участвовал  | Не участвовал  | Не участвовал  | Не участвовал  | Не участвовал  | Не участвовал  | Не участвовал  | Не участвовал  |
| 1969/70                                                                                  | Атланта  | 81               | -                | 19,8             | 43,3             | -                | 77,9             | 4,9              | 0,8              | -                | -                | 8,1              | 7              | -              | 9,6            | 28,6           | -              | 66,7           | 2,4            | 0,3            | -              | -              | 2,3            |
| 1970/71                                                                                  | Портленд | 44               | -                | 26,2             | 43,0             | -                | 66,3             | 7,6              | 1,8              | -                | -                | 9,6              | Не участвовал  | Не участвовал  | Не участвовал  | Не участвовал  | Не участвовал  | Не участвовал  | Не участвовал  | Не участвовал  | Не участвовал  | Не участвовал  | Не участвовал  |
| 1971/72                                                                                  | Портленд | 82               | -                | 28,9             | 45,1             | -                | 75,5             | 7,2              | 2,3              | -                | -                | 11,1             | Не участвовал  | Не участвовал  | Не участвовал  | Не участвовал  | Не участвовал  | Не участвовал  | Не участвовал  | Не участвовал  | Не участвовал  | Не участвовал  | Не участвовал  |
| 1972/73                                                                                  | Милуоки  | 9                | -                | 9,8              | 33,3             | -                | 71,4             | 3,6              | 1,0              | -                | -                | 3,0              | Не участвовал  | Не участвовал  | Не участвовал  | Не участвовал  | Не участвовал  | Не участвовал  | Не участвовал  | Не участвовал  | Не участвовал  | Не участвовал  | Не участвовал  |
|                                                                                          | Всего    | 296              | -                | 25,0             | 43,1             | -                | 71,5             | 7,0              | 1,5              | -                | -                | 9,8              | 7              | -              | 9,6            | 28,6           | -              | 66,7           | 2,4            | 0,3            | -              | -              | 2,3            |
| Наведите курсор мыши на аббревиатуры в заголовке таблицы, чтобы прочесть их расшифровку. |          |                  |                  |                  |                  |                  |                  |                  |                  |                  |                  |                  |                |                |                |                |                |                |                |                |                |                |                |